# Rangpur (Stadt)
Rangpur (bengalisch রংপুর IAST Raṃpur) ist eine Stadt im nordwestlichen Bangladesch am Ufer des Flusses Ghaghat. Sie ist Verwaltungssitz der Division Rangpur, die am 25. Januar 2010 gegründet wurde, sowie des Distriktes Rangpur. In der 300.659 Einwohner zählenden Industriestadt (2011) werden Dhurries (Baumwollteppiche), Bidis (Zigaretten) und Zigarren hergestellt. Die Stadt umfasst eine Fläche von 50,69 km² und ist in 15 Stadtteile (Wards) gegliedert.
Seit 1869 verfügt die Stadt über eine Stadtverwaltung (municipality). In Rangpur gibt es mehrere Fachhochschulen, es ist Sitz der staatlichen Begum Rokeya Universität. Die Stadt verfügt darüber hinaus über einen Zoo und einen Freizeitpark.

## Umgebung
Etwa 3 Kilometer südöstlich von Rangpur befindet sich der Tajhat Palast aus der Mogulzeit. Das Gebäude wurde in den 1980er und 1990er Jahren vorübergehend als Gerichtsgebäude genutzt.

## Persönlichkeiten
- Sobhana Mostary (* 2002), Cricketspielerin